# Shire of Derby-West Kimberley
Shire of Derby-West Kimberley is een Local Government Area (LGA) in de regio Kimberley in West-Australië. Het telde 7.075 inwoners in 2021. De hoofdplaats is Derby.

## Geschiedenis
Op 10 februari 1887 werd het 'West Kimberley Road District' opgericht. Ten gevolge de 'Local Government Act' van 1960 veranderde het district van naam en werd de 'Shire of West Kimberley'. Op 29 april 1983 werd het bestuursgebied ontbonden en werd de 'Shire of Derby-West Kimberley' opgericht.

## Beschrijving
'Shire of Derby-West Kimberley' is een district in de regio Kimberley. De hoofdplaats is Derby, een belangrijk bevoorradingspunt voor de veeteelt, het toerisme en de olie- en mijnindustrie in de regio. Het district is ongeveer 120.000 km² groot en ligt 2.400 kilometer ten noordnoordoosten van de West-Australische hoofdstad Perth. Er ligt 100 kilometer verharde en 1.890 kilometer onverharde weg.
Het district telde 7.075 inwoners in 2021. Ongeveer 60 % is van inheemse afkomst en leeft verspreid over 54 Aboriginesgemeenschappen.

## Plaatsen, dorpen en lokaliteiten
- Cockatoo Island
- Camballin
- Derby
- Koolan Island
- Looma
- Fitzroy Crossing
- Kadjina
- Yungngora